# Madeline Miller

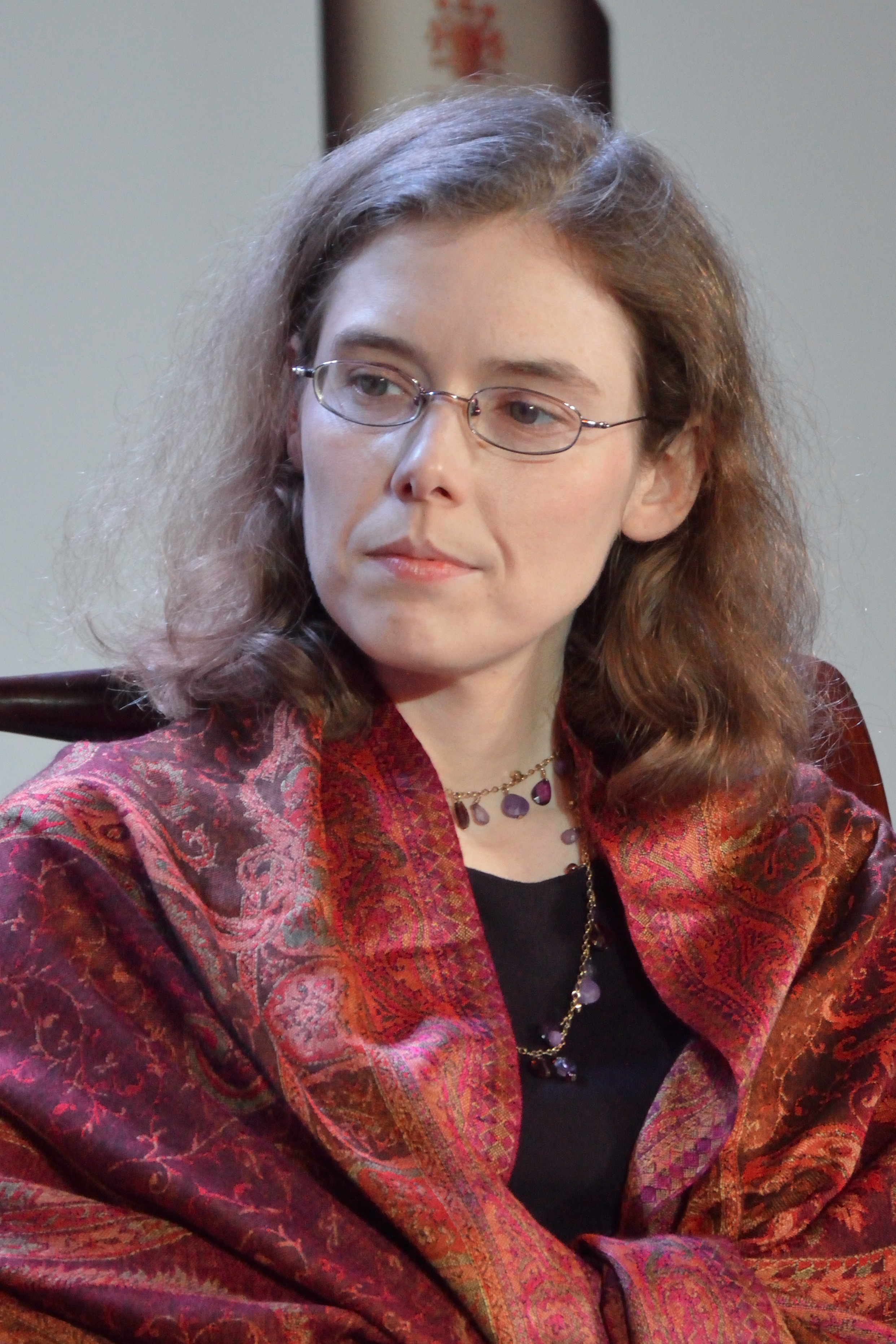
Madeline Miller (2013)

Madeline Miller (* 24. Juli 1978 in Boston, Massachusetts) ist eine US-amerikanische Schriftstellerin.

## Werdegang
Miller wuchs in New York und Philadelphia auf. Sie studierte Altphilologie an der Brown University und schloss das Studium im Jahr 2000 mit dem BA und 2001 mit dem MA ab. Seitdem unterrichtet sie Latein und Griechisch an Gymnasien, zuletzt in Cambridge, Mass.
Nachdem sie zehn Jahre daran geschrieben hatte, veröffentlichte sie im September 2011 ihren Debütroman Das Lied des Achill. Der Roman erzählt die Liebesgeschichte zwischen Achill und Patroklos. Dabei griff Miller auf Homers Ilias zurück und ließ sich von klassischen Texten von Ovid, Vergil, Sophokles, Apollodor von Athen, Euripides und Aischylos inspirieren.
Im Mai 2012 wurde Madeline Miller dafür mit dem Orange Prize for Fiction ausgezeichnet. Sie war in der 17-jährigen Geschichte des Preises erst die vierte Schriftstellerin, die mit ihrem Debütroman ausgezeichnet wurde.
Am 10. April 2018 erschien ihr zweiter Roman Circe (deutsch: Ich bin Circe), der sich ebenfalls auf die griechische Mythologie stützt. Auch hier stand wieder ein Stück von Homer Pate, nämlich die Odyssee, sowie die nur fragmentarisch überlieferte, an die Odyssee anschließende Telegonie. Die feministische Neudeutung des Mythos aus der Sicht von Circe versucht deren Emotionalität greifbar zu machen.

## Werke
- The Song of Achilles. Bloomsbury, London 2011. ISBN 978-1-4088-1603-5
  - dt.: Das Lied des Achill. Aus dem Amerikan. von Michael Windgassen. Bloomsbury, Berlin 2011. ISBN 978-3-8270-1031-5
- Circe: A Novel. Little, Brown and Company, New York 2018. ISBN 978-0-316-55634-7
  - dt.: Ich bin Circe. Aus dem Amerikan. von Frauke Brodd. Eisele, München 2020. ISBN 978-3-96161-095-2